# County Sessions House (Liverpool)
County Sessions House es un antiguo palacio de justicia en Liverpool, Merseyside, Inglaterra. Se encuentra en la parte inferior de Islington, al este de la Galería de Arte Walker, que ahora ocupa el edificio. Está registrado en la Lista del Patrimonio Nacional de Inglaterra como un Grado designado II* edificio catalogado.

## Historia
Se encargó al juzgado que reemplazara las instalaciones judiciales locales en un juzgado en Basnett Street y en Kirkdale Sessions House. Luego de la implementación de la Ley de prisiones de 1877 que transfirió la responsabilidad de la prisión de Kirkdale al estado, se hizo necesario establecer una nueva casa de sesiones: el sitio seleccionado fue una hilera de propiedades residenciales al este de la Galería de arte Walker.
El nuevo edificio fue diseñado por los arquitectos de Liverpool F & G Holme en estilo neoclásico y destinado a albergar los cuartos de sesiones del West Derby Hundred del histórico condado de Lancashire: fue construido entre 1882 y 1884. Cerró como centro judicial en 1984 cuando los Tribunales de la Corona se trasladaron a Derby Square. Luego fue reabierto como el Museo de Historia Laboral de Merseyside, una iniciativa patrocinada por el Consejo del Condado de Merseyside, en marzo de 1986. Después de que el Museo de Historia Laboral de Merseyside cerrara en noviembre de 1991, el edificio fue utilizado por la Galería de Arte Walker para oficinas para el personal y para almacenamiento.

## Arquitectura
El edificio está construido en piedra de sillería sobre basamento de granito.  Aunque su apariencia es neoclásica, su estilo se describe como " victoriano tardío" y "derivado de la Venecia renacentista en lugar de la antigua Grecia y Roma". Está construido en una sola planta con sótano, y su frente tiene cinco crujías. El sótano está rusticado . En su frente hay un pórtico con ocho columnas pareadas de orden corintio, sobre las cuales hay un friso con la inscripción "CASA DE SESIONES DEL CONDADO". El tímpano contiene las armas del Consejo del Condado de Lancashire. Las ventanas tienen arcos de medio punto y están flanqueadas por pilastras jónicas . A los lados, cinco tramos tienen columnas similares, más allá de las cuales el edificio es más sencillo, en ladrillo amarillo y piedra. El interior es complejo y ricamente decorado. Contiene una escalera renacentista italiana. Internamente, las salas principales son las dos salas del tribunal en el primer piso (una puerta para el tribunal nisi prius y otra para el tribunal de la corona) y la Sala del Gran Jurado en el segundo piso. También contiene cámaras de abogados y cámaras de jueces, celdas e instalaciones para la administración en la planta baja.